# Gemeiner Grashüpfer

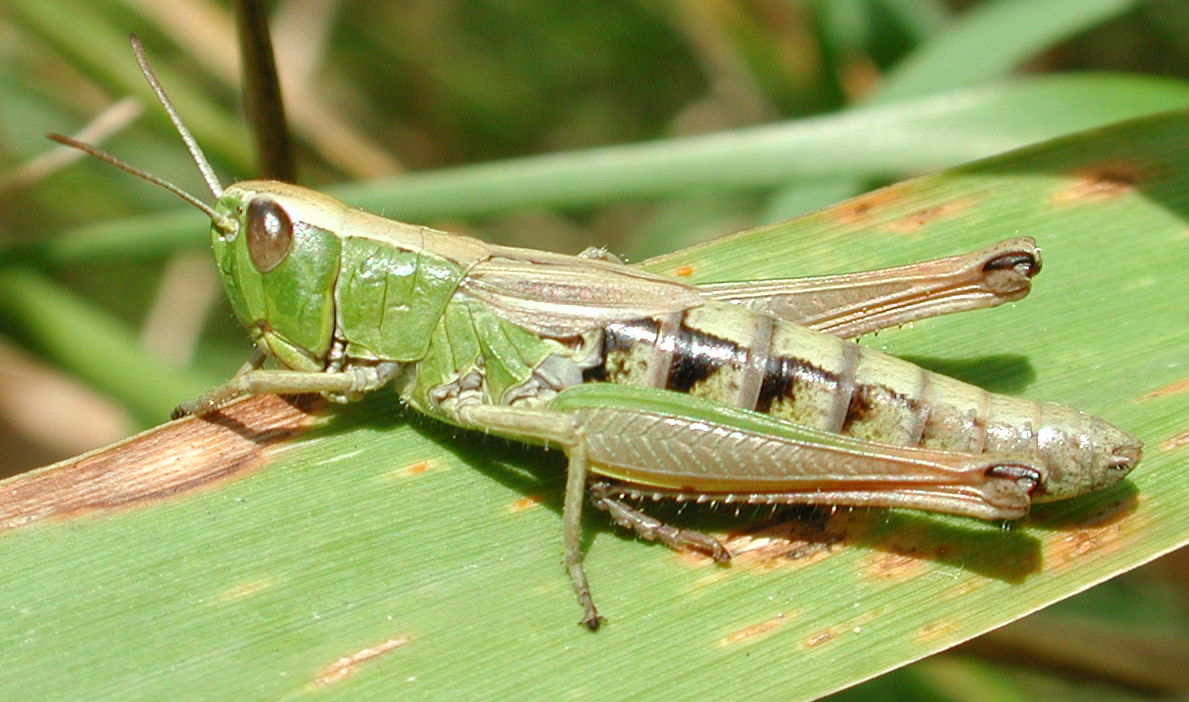
Weibchen

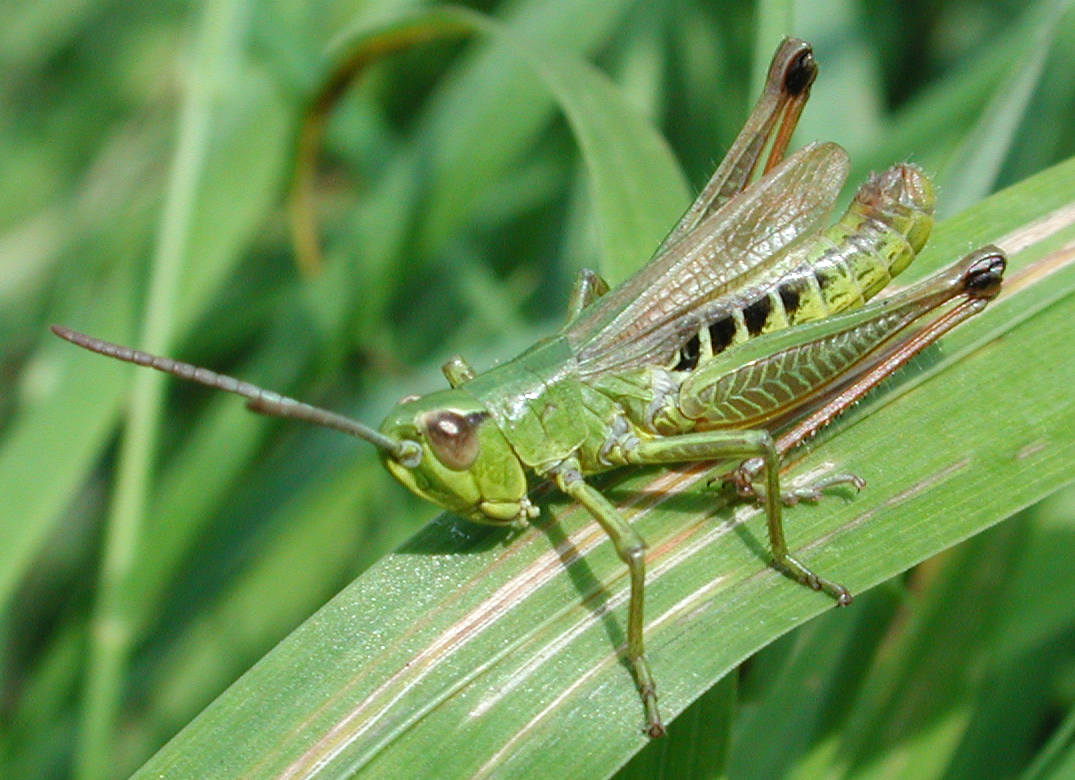
Männchen in typischer Haltung nach dem Absingen einer Strophe

Der Gemeine Grashüpfer (Pseudochorthippus parallelus) ist eine häufige Kurzfühlerschrecke aus der Familie der Feldheuschrecken. Er ist in Mitteleuropa eine der häufigsten Heuschreckenarten.

## Merkmale
Die Art wird 13 bis 22 Millimeter lang. Die Körperfarbe ist wie bei vielen Grashüpfern (Gomphocerinae) sehr variabel. Häufig kommen grüne und braune Morphen vor, manchmal auch mit rötlichen oder lila Bereichen. Die weiblichen Tiere sind deutlich größer als die Männchen, haben jedoch nur sehr kurze Flügel. Beide Geschlechter sind in der häufigeren brachypteren Morphe flugunfähig. Gelegentlich kommen auch flugfähige (makroptere) Morphen vor. Die Männchen dieser Art kommunizieren wie alle Grashüpfer (Gomphocerinae) akustisch. Der bis ca. 10 m deutlich hörbare „Gesang“ wird erzeugt, indem ein Sägekamm, der an der Innenseite der Hinterschenkel liegt, in gewissen Abständen an der Kante der Flügeldecke entlanggeführt wird. Beide Hinterschenkel werden dabei im Gleichtakt auf und ab bewegt, wobei jede Abwärtsbewegung eine Silbe des Gesangs erzeugt. Beim normalen Gesang werden etwa fünf Silben pro Sekunde erzeugt (bei 26–30 Grad, bei kühler Witterung geht es etwas langsamer), insgesamt ca. 8–10 in einer Strophe. Die Strophen folgen in Abständen von 5–10 Sekunden aufeinander. Der Rivalengesang, der im Wechsel mit in der Nähe (d. h. ca. 50 cm) befindlichen weiteren Männchen erfolgt, ist etwas anders: Er enthält meist nur ca. sechs Silben, die deutlich schneller aufeinander folgen. Auch der Abstand zwischen den Strophen ist dabei kürzer. Am Ende der Strophe werden die Hinterschenkel in unterschiedlichem Winkel angestellt. Wie alle wechselwarmen Tiere ist auch diese Kurzfühlerschreckenart vorwiegend bei ausreichend hohen Temperaturen aktiv.
Verwechselung mit dem morphologisch und auch von der Lautäußerung her ähnlichen, aber allgemein selteneren Sumpfgrashüpfer (Pseudochorthippus montanus) sind möglich. Ab und zu treten morphologisch intermediäre Tiere auf, die als Hybride interpretiert werden.

## Lebensraum
Der Gemeine Grashüpfer ist in Bezug auf seinen Lebensraum recht vielseitig. Man findet diese Tiere in nahezu allen offenen grasreichen Lebensräumen, die weder zu nass noch zu trocken sind: auf Grünlandflächen, an Wegrainen und Waldrändern in nahezu ganz Europa. Im Osten kommt die Art bis nach Sibirien und im Süden bis nach Nordafrika vor.

## Fortpflanzung
Die Männchen locken die Weibchen durch ihren Gesang an oder treffen diese zufällig (bei hohen Populationsdichten). Das Weibchen legt unabhängig von der Paarung ca. alle drei Tage Eipakete im Boden ab.

## Lebenszyklus
Adulte Tiere findet man ab Juni (selten auch ab Mai) bis Anfang Oktober. Die Eier überwintern und die Nymphen schlüpfen ab April.

## Nahrung
Diese Art ernährt sich, wie die meisten Vertreter der Gattung, von verschiedenen Gräsern.

## Belege